# Одом, Родерик
Родерик Уэсли Одом (англ. Roderick Wesley Odom; род. 23 ноября 1992, Сентрал-Айслип, штат Нью-Йорк, США) — американский профессиональный баскетболист, игравший на позиции тяжёлого форварда.

## Карьера
Одом учился в школе Миддлсекс (штат Массачусетс), где успел попробовать себя на всех 5 позициях на площадке и получил предложения от целого ряда колледжей и университетов. Свой выбор Одом остановил на университете Бандерилий (штат Теннесси) и команде «Вандербильт Коммодорс», выступающей в юго-восточной конференции NCAA. В студенческой лиге он провел 4 года (с 2010 по 2014) и по итогам заключительного сезона попал во вторую пятёрку конференции, показав статистику в 13,6 очка, 5,2 подбора, 1,2 передачи. Также Родерик был отмечен, как один из лучших снайперов конференции с 38,5% реализации 3-очковых попаданий.
После выпуска он принял участие в Летней лиге НБА в составе «Голден Стэйт Уорриорз» под руководством Стива Керра, а затем подписал контракт в Европе.
Первым профессиональным клубом Одома стал греческий КАОД. В главной лиге страны Родерик отметился средней статистикой в 9,2 очка и 5,7 подборов. В следующем сезоне КАОД прекратил свое существование, а Одом отправился в итальянскую команду «Виртус» (Болонья). В местной Серии А он набирал в среднем 10 очков и 4,9 подбора.
В сезоне 2016/2017 Одом перебрался в «Астану». Вместе с ней Родерик стал чемпионом Казахстана и вышел в плей-офф Единой лиги ВТБ с 8 места, показав статистику в 9,9 очка и 5,2 подбора.
Сезон 2017/2018 Одом провёл во французском клубе «Леваллуа-Метрополитан». В Еврокубке он отметился 10,1 очка и 3,9 подбора, а во французской лиге 8,7 очка и 4,5 подбора.
В июле 2018 Одом перешёл в «Нижний Новгород». По ходу сезона Родерика беспокоила травма плеча и было принято решение отпустить его в США для прохождения лечения и реабилитации. Таким образом, Одом выбыл до конца сезона 2018/2019.

## Достижения
- Чемпион Казахстана: 2016/2017